# Rachel Trépeau
Rachel Trépeau, som levde 1616, var en fransk skådespelare.
Rachel Trépeau är en av de första kvinnliga franska skådespelare som är kända vid namn, och nämns i början av 1600-talet vid sidan av Marie Vernier, Mlle La Porte, Colombe Vernier och Mlle Montfleury. Hon var elev till Valleran le Conte och engagerad vid hans teatersällskap Comédiens du Roi på Hôtel de Bourgogne i Paris mellan 1607 och 1612, och nämns sedan återigen 1616, då hon var anställd vid samma teater, nu under Gros-Guillaumes ledarskap. 
Rachel Trépeau ingick 1 december 1607 i en förening av skådespelare under ledning av Valleran le Conte. Hon var den enda kvinnliga skådespelaren som var medlem i denna förening och representerades av Nicolas Gasteau. Detta gjorde henne till den första kvinnliga skådespelaren i Frankrike som förekommer i ett juridiskt kontrakt. Hon förekommer sedan i ett flertal lagliga kontrakt. Eftersom hon signerade juridiska dokument med sitt eget namn, förmodas hon ha varit ogift, eftersom en gift kvinna hade varit omyndig och inte kunnat skriva under ett kontrakt själv. 
Informationen om de roller som spelades av skådespelare i Paris under denna tid är generellt inte bevarade. Hon uppräknas dock som teaterns främst kvinnliga skådespelare och bör ha spelat kvinnliga huvudroller i teaterns uppsättning. Hon var den enda kvinnliga skådespelare som ingick i den grupp aktörer som hade aktier i teatern Comediens du roi.